# Woodstock (Illinois)
Woodstock è un comune degli Stati Uniti d'America, situato nell'Illinois, nella contea di McHenry, di cui è anche il capoluogo.